# Campeonato de la WAFF
El Campeonato de la WAFF (en inglés: West Asian Football Federation Championship o WAFF Championship) es el torneo de fútbol a nivel de selecciones nacionales de Asia Occidental, organizado por la Federación de Fútbol del Oeste de Asia (WAFF).
El certamen comenzó a jugarse en el 2000, apenas un año antes de la fundación de la subfederación. Históricamente, fue disputado por los seleccionados de Irak, Irán, Jordania, Líbano, Palestina y Siria, aunque a partir de la edición de 2008 comenzaron a integrarse nuevos equipos pertenecientes a la región, que posteriormente fueron aceptados como miembros plenos de la WAFF.
Hasta su último torneo en 2019, se han disputado nueve ediciones. Irán, máximo ganador de la competencia con cuatro títulos, abandonó la WAFF para unirse a la nueva Federación de Fútbol de Asia Central. El actual campeón es Baréin. Las selecciones de Jordania y Palestina son las únicas que han participado de todas las ediciones, aunque curiosamente ninguna de las dos ha logrado consagrarse en el certamen.
Los seleccionados juveniles disputan el Campeonato de la WAFF Sub-23 y el Campeonato de la WAFF Sub-16. Y desde el año 2005, se lleva a cabo también el Campeonato femenino de la WAFF.

## Selecciones participantes
| Selección              | Títulos             | Participaciones     | Primera participación |
| ---------------------- | ------------------- | ------------------- | --------------------- |
| Arabia Saudita         | –                   | 2                   | 2012                  |
| Baréin                 | 1                   | 3                   | 2010                  |
| Catar                  | 1                   | 2                   | 2008                  |
| Emiratos Árabes Unidos | Sin participaciones | Sin participaciones | Sin participaciones   |
| Irak                   | 1                   | 7                   | 2000                  |
| Jordania               | –                   | 8                   | 2000                  |
| Líbano                 | –                   | 6                   | 2000                  |
| Kuwait                 | 1                   | 3                   | 2010                  |
| Omán                   | –                   | 4                   | 2008                  |
| Palestina              | –                   | 8                   | 2000                  |
| Siria                  | 1                   | 7                   | 2000                  |
| Yemen                  | –                   | 2                   | 2010                  |

### Antiguos participantes
| Selección | Títulos | Participaciones | Primera participación | Última participación |
| --------- | ------- | --------------- | --------------------- | -------------------- |
| Irán      | 4       | 7               | 2000                  | 2012                 |

### Invitados
| Selección  | Títulos | Participaciones | Ediciones |
| ---------- | ------- | --------------- | --------- |
| Kazajistán | –       | 1               | 2000      |
| Kirguistán | –       | 1               | 2000      |

## Historial
| Año  | Sede     | Campeón       | Final Resultado | Subcampeón    | Tercer lugar                                           | Resultado                                              | Cuarto lugar                                           |
| ---- | -------- | ------------- | --------------- | ------------- | ------------------------------------------------------ | ------------------------------------------------------ | ------------------------------------------------------ |
| 2000 | Jordania | Irán          | 1:0             | Siria         | Irak                                                   | 4:1                                                    | Jordania                                               |
| 2002 | Siria    | Irak          | 3:2             | Jordania      | Irán                                                   | 2:2 4:2 penales                                        | Siria                                                  |
| 2004 | Irán     | Irán          | 4:1             | Siria         | Jordania                                               | 3:1                                                    | Irak                                                   |
| 2007 | Jordania | Irán          | 2:1             | Irak          | Jordania y Siria                                       | Jordania y Siria                                       | Jordania y Siria                                       |
| 2008 | Irán     | Irán          | 2:1             | Jordania      | Catar y Siria                                          | Catar y Siria                                          | Catar y Siria                                          |
| 2010 | Jordania | Kuwait        | 2:1             | Irán          | Irak y Yemen                                           | Irak y Yemen                                           | Irak y Yemen                                           |
| 2012 | Kuwait   | Siria         | 1:0             | Irak          | Omán                                                   | 3:1                                                    | Baréin                                                 |
| 2014 | Catar    | Catar         | 2:0             | Jordania      | Baréin                                                 | 0:0 3:2 penales                                        | Kuwait                                                 |
| 2019 | Irak     | Baréin        | 1:0             | Irak          | sin partido por el tercer lugar o ronda de semifinales | sin partido por el tercer lugar o ronda de semifinales | sin partido por el tercer lugar o ronda de semifinales |
| 2026 | Kuwait   | Evento futuro | Evento futuro   | Evento futuro | Evento futuro                                          | Evento futuro                                          | Evento futuro                                          |

## Palmarés
En la siguiente tabla se encuentran los equipos que han estado entre los cuatro mejores de alguna edición del torneo.
 En cursiva se indica el torneo en el que el seleccionado fue local.
| Equipo   | Campeón                    | Subcampeón           | Tercer lugar | Cuarto lugar | Semifinalista  |
| -------- | -------------------------- | -------------------- | ------------ | ------------ | -------------- |
| Irán     | 4 (2000, 2004, 2007, 2008) | 1 (2010)             | 1 (2002)     |              |                |
| Irak     | 1 (2002)                   | 3 (2007, 2012, 2019) | 1 (2000)     | 1 (2004)     | 1 (2010)       |
| Siria    | 1 (2012)                   | 2 (2000, 2004)       |              | 1 (2002)     | 2 (2007, 2008) |
| Baréin   | 1 (2019)                   |                      | 1 (2014)     | 1 (2012)     |                |
| Kuwait   | 1 (2010)                   |                      |              | 1 (2014)     |                |
| Catar    | 1 (2014)                   |                      |              |              | 1 (2008)       |
| Jordania |                            | 3 (2002, 2008, 2014) | 1 (2004)     | 1 (2000)     | 1 (2007)       |
| Omán     |                            |                      | 1 (2012)     |              |                |
| Yemen    |                            |                      |              |              | 1 (2010)       |

## Goleadores
| Año  | Jugador                                                        | Selección                | Goles |
| ---- | -------------------------------------------------------------- | ------------------------ | ----- |
| 2000 | Razzaq Farhan                                                  | Irak                     | 5     |
| 2002 | Razzaq Farhan Alireza Vahedi Nikbakht Mo'ayyad Salim Anas Sari | Irak Irán Jordania Siria | 2     |
| 2004 | Ali Daei                                                       | Irán                     | 5     |
| 2007 | Mehdi Rajabzadeh Salih Sadir                                   | Irán Irak                | 2     |
| 2008 | Kianoush Rahmati                                               | Irán                     | 3     |
| 2010 | Ali Al-Nono                                                    | Yemen                    | 4     |
| 2012 | Qasim Said Ahmad Al Douni                                      | Omán Siria               | 4     |
| 2014 | Boualem Khoukhi                                                | Catar                    | 6     |
| 2019 | Hussein Ali Al-Saedi                                           | Irak                     | 3     |

## Tabla histórica
- Actualizada al Campeonato de la WAFF 2019.

| Pos. | Selección      | TJ | Pts. | PJ | PG | PE | PP | GF | GF | Dif. | Títulos | Rend.  |
| ---- | -------------- | -- | ---- | -- | -- | -- | -- | -- | -- | ---- | ------- | ------ |
| 1    | Irán           | 7  | 64   | 28 | 19 | 7  | 2  | 56 | 16 | 40   | 4       | 76,19% |
| 2    | Irak           | 8  | 56   | 31 | 16 | 8  | 7  | 40 | 22 | 18   | 1       | 60,21% |
| 3    | Jordania       | 9  | 45   | 31 | 12 | 9  | 10 | 37 | 28 | 9    |         | 48,38% |
| 4    | Siria          | 8  | 36   | 29 | 9  | 9  | 11 | 32 | 40 | –8   | 1       | 41,37% |
| 5    | Baréin         | 4  | 24   | 15 | 6  | 6  | 3  | 8  | 6  | 2    | 1       | 53,33% |
| 6    | Kuwait         | 4  | 22   | 14 | 6  | 4  | 4  | 17 | 17 | 0    | 1       | 52,38% |
| 7    | Catar          | 2  | 15   | 7  | 5  | 0  | 2  | 12 | 10 | 2    | 1       | 71,42% |
| 8    | Palestina      | 9  | 13   | 22 | 3  | 4  | 15 | 16 | 35 | –19  |         | 19,69% |
| 9    | Omán           | 4  | 12   | 11 | 3  | 3  | 5  | 9  | 13 | –4   |         | 36,36% |
| 10   | Líbano         | 7  | 12   | 18 | 3  | 3  | 12 | 9  | 25 | –16  |         | 22,22% |
| 11   | Yemen          | 3  | 8    | 10 | 2  | 2  | 6  | 10 | 13 | –3   |         | 26,66% |
| 12   | Arabia Saudita | 3  | 6    | 8  | 1  | 3  | 4  | 3  | 10 | –7   |         | 25%    |
| 13   | Kazajistán     | 1  | 3    | 3  | 1  | 0  | 2  | 3  | 9  | –6   |         | 33,33% |
| 14   | Kirguistán     | 1  | 0    | 3  | 0  | 0  | 3  | 0  | 8  | –8   |         | 0%     |

## Competiciones juveniles

### Sub-23
| Equipo | Campeón  | Subcampeón |
| ------ | -------- | ---------- |
| Irán   | 1 (2015) |            |
| Siria  |          | 1 (2015)   |

### Sub-16
| Equipo                 | Campeón        | Subcampeón     |
| ---------------------- | -------------- | -------------- |
| Irán                   | 2 (2005, 2009) | 1              |
| Irak                   | 2 (2013, 2015) |                |
| Siria                  | 1 (2007)       | 2 (2005, 2009) |
| Japón                  | 1 (2018)       |                |
| Emiratos Árabes Unidos |                | 1 (2013)       |
| Arabia Saudita         |                | 1 (2015)       |
| India                  |                | 1 (2018)       |

## Fútbol femenino
| Equipo                 | Campeón                    | Subcampeón           |
| ---------------------- | -------------------------- | -------------------- |
| Jordania               | 4 (2005, 2007, 2014, 2019) | 1 (2010)             |
| Emiratos Árabes Unidos | 2 (2010, 2011)             |                      |
| Irán                   |                            | 3 (2005, 2007, 2011) |
| Palestina              |                            | 1 (2014)             |
| Baréin                 |                            | 1 (2019)             |